# Kuratenhaus (Weinried)

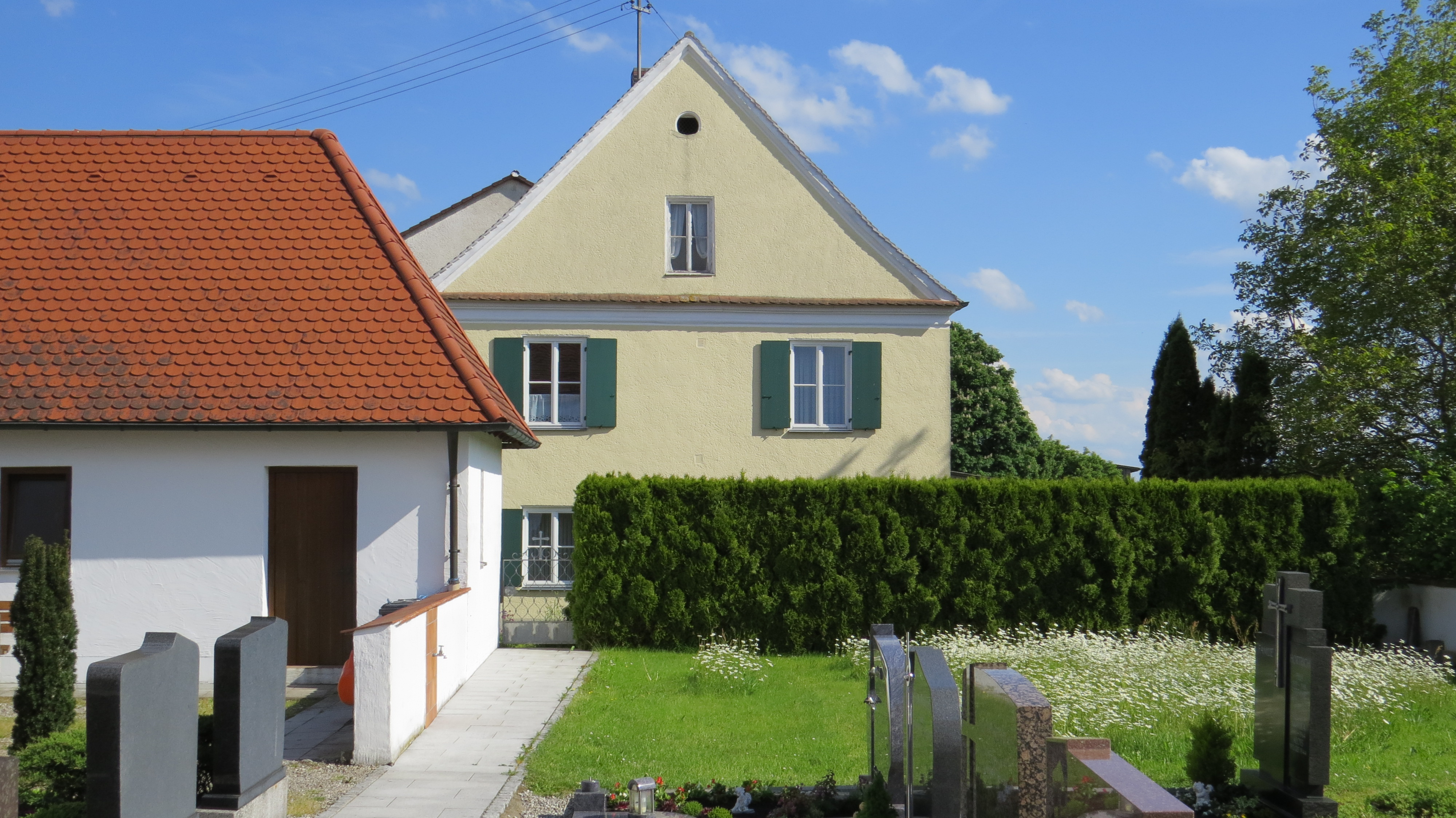
Kuratenhaus in Weinried

Das Kuratenhaus oder der Pfarrhof ist ein 1792 errichtetes Gebäude im Ortsteil Weinried der Gemeinde Oberschönegg im Landkreis Unterallgäu im bayerischen Regierungsbezirk Schwaben. 
Das unter Denkmalschutz stehende Gebäude wurde von Maurermeister Franz Joseph Sendler aus Boos und Zimmermeister Benedikt Riedmeier aus Babenhausen errichtet. Es ist ein zweigeschossiger Satteldachbau mit vier zu zwei Achsen und profiliertem Traufgesims. Dieses wird auch an den Sohlen der von profilierten Schrägen gesäumten Giebeln fortgesetzt.